# Thrill Kill
『Thrill Kill』（スリルキル）は、ヴァージン・インタラクティブから全世界に発売される予定であったPlayStation用ゲームソフト。
本作は地獄を舞台に、現世への復活を望む10の忌むべき魂たちの戦いを描いた対戦アクションゲームで、『モータルコンバット』のような残虐ゲームを目指して作られた。
過激なまでの性的および暴力表現が目立つ本作だが、最大4人までの多人数同時プレイが可能であるのも特徴である。
モードはTeam、Arcade、Practiceの3つが存在し、TeamおよびArcadeは最後の一人になるまで殺し合うのが目的である。
発売元のヴァージン・インタラクティブがエレクトロニック・アーツに買収された後、親会社の意向により完成直前に開発中止となった後、開発者によってインターネット上にデータが流出したため、本作は未発売の作品でありながらインターネット上でダウンロードしたうえでプレイできるゲーム作品となった。

## 開発の顛末とその後
1990年代半ば、パラドクス・デベロップメントは、Earth Monsterというスポーツゲームを企画していた。このゲームは、メソアメリカの球戯をモチーフにしつつも、ボールを輪に入れようとするほかのキャラクターを蹴ったり殴ったりして妨害するシステムが取り入れられていた。販売元のヴァージン・インタラクティブからより暴力性を高めてほしいという要望が何度か寄せられたため、この企画はスポーツゲームから格闘ゲームへと転換した。また、ヴァージンは論争を巻き起こした方がより売れると判断し、テーマを古代アステカ文明からBDSMへと変更した。本作のプロデューサーのハーバード・ボーニン（Harvard Bonin）は開発時の参考資料として、 雑誌「Skin Two」をはじめとするBDSMメディアを参照した。
『モータルコンバット』のような残虐ゲームを目指して作られた本作は、発売されていれば初の4人対戦3D格闘ゲームになるはずだった。
また、パラドクス側もゲームが売れればメインストリームでの認知度が高まると考えていた。
アシスタントプロデューサーのブライアン・ゴメス（ Brian Gomez）は、ミュージカル『キャッツ』をヒントに、地獄にいる10の忌むべき魂たちが現世への復活をかけて戦う物語を考案した。
また、この時点では"Bitch Slap", "Swallow This", "Crotch Crush","Miner 69er"といった性行為を想起させる技名が考案されていた 。ボーニンによると、従来の格闘ゲームではプレイヤーが防衛に回りがちだったことから、本作においてはプレイヤーが挑発的な攻撃するように仕向けるため、キルメーターシステムが導入された。
E31998に出展した際、本作はその残虐性や性的な表現から、出展作の中で最も注目を集めた 。
さらに、本作はエンターテインメントソフトウェアレイティング委員会 (ESRB)によってAO (Adults Only,18歳未満提供禁止)に指定されており、過激な暴力表現を理由にAO指定となったケースとしては本作が初めてである。
AO指定となると小売店での発売が難しくなるため、ボーニンとヴァージン・インタラクティブはゲーム内の表現をマイルドにしようとしていた。
本作は1998年10月に発売する予定であり、ヴァージン・インタラクティブはコンピュータゲームにおける暴力表現に反対する者に本作のサンプルを送ることを計画していた。
その矢先の1998年8月、北米法人がエレクトロニック・アーツがウェストウッドゲームズを買収したことに伴い、ウェストウッドゲームズ傘下にあったヴァージン・インタラクティブもEAの一部となり、本作の販売権もEAに移った。
本作の内容を精査した結果、EAの役員会は暴力的過ぎて販売すべきではないという判断を下した。本作のシニアプログラマーのデビッド・オールマン（David Ollman）はこの時点で本作の99％が完成しており、 F.U.B.A.Rや S&Mといった続編の準備も進んでいたと話している 。
ヴァージン・インタラクティブ買収から2週間後、EAは本作の開発の打ち切りを言い渡し、アイドスをはじめとするほかのパブリッシャーへの販売も認めなかった。
ウェストウッドスタジオの設立者ルイス・キャッスル（Louis Castle）は「EA[中略]は、ゲームはテレビや映画よりも暴力表現がきついという汚名をそそぎたかったのだろう」（"EA...was working hard to overcome the industry stigma of games as a more violent medium than film or TV."）と推測している。
プロデューサーのKevin Mulhallによると、本作の開発チームの面々はEAから直接このことを知らされておらず、インターネットの記事を読んでこのことを知ったとされている。
後年のインタビューにおいてMulhallやオールマンらパラドクスの元スタッフは、ゲームの暴力に反対する連邦上院議員ジョー・リーバーマンとEAにつながりがあり、それがEAの判断に結び付いたのではないかと推測している

以上のことから、本作は小売店での販売が実現しなかったものの、開発者によってインターネット上にROMイメージが流出したことにより、インターネット上で人気を博し、ダウンロードも相次いだ。
その後、本作はパラドクスによって、ラップグループ・ウータン・クランを題材としたWu-Tang: Shaolin Styleに作り替えられ、1999年にアクティビジョンからPlayStation用ソフトとして世に送り出された。
また、本作のために開発されたエンジンX-Men: Mutant Academy（2000）、 X-Men: Mutant Academy 2（ 2001）Rock 'Em Sock 'Em Robots Arena（2000）といった複数のタイトルに採用され、パラドクスにとって重要なものとなった。

## 評価
Official U.S. PlayStation Magazine2004年秋号には、「このゲームは秀でるところはあるが、駄作である」という評価が寄せられた。
2009年に本作はGameInformerの"The Top Ten Games That Almost Were."の第10位にランクインし、その2年後の2011年にはGameProの"The 50 Best Fighting Game Characters Ever." に本作の登場人物であるThe Impがランクインした。
日本のゲーム専門ニュースサイト「Game*Spark」のRIKUSYOは、残酷ゲーム特集の中で本作を2位に挙げており、暴力表現よりもむしろ一部キャラクターの設定が倫理的に問題であると指摘している。

## 登場人物
BELLADONNA(ベラドンナ)
本名 ベラドンナ・マリー・コチャ 　職業: パートタイム・図書館員 　年齢: 23　 故郷: アメリカ・ジョージア州・サヴァナ
色っぽいメイド服を着た女性。本性はサディスト。
THE IMP(ザ・インプ)
本名 ビリー・B・タトゥー 　職業: 公務員  　年齢: 39 　故郷: アメリカ・ニューヨーク・オールバニー
竹馬を履いた小男。
ODD-BALL(オドボール)
本名 レイモンド・レイスタック 　職業: FBI連続殺人魔プロファイラー 　年齢: 31 　故郷: アメリカ・メイン・ベルファスト
両腕が縛られた狂人。
CREETUS(クレータス)
本名 クリータス.T.ラドレイ 　職業: 毛皮動物捕獲者　年齢: 設定なし 　故郷: ケンタッキー・ラドレイ洞窟
カニバリストのレッドネック。肉屋を営んでおり、テレビで広告を出すほど有名。手作りソーセージ(人肉入り)が看板商品。武器は人間の足で、パンチボタンを押すと口にくわえたその足をふるうことができる仕組みになっている。
DR. FAUSTUS(ドクター・ファウスト)
本名 ガブリエル・ファウスト 　職業: 形成外科医 　年齢: 37 　故郷: アメリカ・カリフォルニア・ロサンジェルス
狂った医者。口がトラバサミになっているのが特徴。
VIOLET(バイオレット)
本名 ヴァイオレット・ボガード 　職業: 曲芸師・サーカス団員 　年齢: 19 　故郷: オーストリア・ソミア
色っぽい服装をした女性。エンディングではサーカスで活躍していることが明かされた。隠しコスチュームは宇宙人。
JUDAS(ユダ)
本名 ジェフリー&ジョン・アダムズ 　職業: プログラマー・囚人 　年齢: 30 　故郷: アメリカ・ワシントンDC
シャム双生児。上は金髪の男性で、下は黒髪の男性である。ストリートファイターのキャラクターに酷似している。
CAIN(カイン)
本名 ローレンス・カンディト 　職業: コンビニエンスストア・夜間職員 　年齢: 26 　故郷: アメリカ・イリノイ・シカゴ
炎に身を焼かれている骸骨の姿をした男で、生前は放火魔だった。
MAMMOTH(マンモス)
本名 フランクリン・ペパーミント 　職業: 郵便局員 　年齢: 26 　故郷: アメリカ・インディアナ・コヴィントン
元郵便局員の大男で、両腕が血で真っ赤になっているのが特徴。
TORMENTOR(ターメンター)
本名 ウィリアム・J・ホイットフィールド 　職業: 地方裁判所判事 　年齢: 51 　故郷: アメリカ・アリゾナ・フェニックス
アリゾナ州の地方裁判官。鎖を得物とする拷問者。
MARUKKA(マラッカ)
本名 ウェンディ・ジョンソン 　職業: タロット占い師 　年齢: 23 　故郷: アメリカ・ミズーリ・セントルイス
ラスボス。悪魔に魂を売ったオカルト好きの少女。